# نيك فولز
محمد عيسى عبده (مواليد 08 أغسطس 1998) وهو منشد / منشد إسلامي حاصل على بكالريوس فى التربية الرياضية حيث انه خريج من جامعة كفرالشيخ. سنه 2021. وهو من أسرة بسيطة جدا يعيش فى قرية منيه الاشراف. وهى قريه فى مدينه مركز فوه تابعه الى محافظة كفر الشيخ.